# Hartsville, South Carolina
Hartsville är en ort i Darlington County i den amerikanska delstaten South Carolina. Orten uppstod under 1800-talet runt Thomas Edward Harts plantage, speciellt hans son John tog nya industrianläggningar i drift i Hartsville. Under den senare delen av 1800-talet var James Lide Coker en viktig industrialist. Hartsville är säte för Coker College.